# روسكمب (باركشير)
روسكمب (بالإنجليزية: Ruscombe)‏ هي قرية و أبرشية مدنية تقع في المملكة المتحدة في إنجلترا.

## أعلام
- ديفيد هارتلي